# Josef Breurather
Josef Breurather (* 27. Oktober 1926 in Garsten; † 31. Mai 2016) war ein oberösterreichischer Politiker (SPÖ) und Versicherungsangestellter. Breurather war von 1979 bis 1986 Abgeordneter zum Oberösterreichischen Landtag.
Breurather war beruflich als Versicherungsangestellter tätig und politisch in der Lokalpolitik verwurzelt. Er gehörte zwischen 1961 und 1986 dem Gemeinderat von Sierning an und übernahm zwischen 1967 und 1974 das Amt des Vizebürgermeisters. Danach hatte er zwischen 1974 und dem 9. Jänner 1987 das Amt des Bürgermeisters von Sierning inne. Während seiner Amtszeit wurde Sierning zur Marktgemeinde erhoben. Breurather vertrat die SPÖ zwischen dem 25. Oktober 1979 und dem 10. Dezember 1986 im Oberösterreichischen Landtag. Breurather war Mitglied im Ausschuss für Verfassung und Verwaltung, im Ausschuss für allgemeine innere Angelegenheiten und im Geschäftsordnungsausschuss.